# Formule 1 v roce 1963
XIV. Mistrovství Světa Formule 1 a 6. ročník poháru konstruktérů, byl zahájen 26. května Velkou cenou Monaka v ulicích Monte Carla. Posledním závodem, ve kterém se bojovalo o mistrovské body, byla jihoafrická Grand Prix pořádaná v East Londonu 28. prosince. Třináctého ročníku mistrovství světa se zúčastnilo celkem 61 pilotů, z toho bylo 18 nováčků. Patnáct konstruktérů představilo celkem 29 modelů či různých specifikací svých vozů. Oficiální kalendář mistrovství světa obsahoval 10 závodů, z toho se jich 7 pořádalo v Evropě a po jednom v USA, Mexiku a Jihoafrické republice. Sezóna 1963 zahrnovala krom závodů započítávaných do mistrovství světa i dalších 16 nemistrovských Grand Prix, dále pak mezinárodní mistrovství Jihoafrické republiky, které sestávalo z dalších 11 Grand Prix.

## Pohled na sezónu
Jim Clark vyhrál svůj první šampionát se sedmi vítězstvími, dvě získal Graham Hill a jedno John Surtees s upraveným Ferrari. Tento rekordní počet vítězství v jedné sezóně se podařilo vyrovnat až Alainu Prostovi, který v roce 1984 vyhrál sedm závodů s vozem McLaren MP4/2, a překonán byl až v roce 1988, kdy Ayrton Senna vyhrál osm závodů s vozem McLaren MP4/4 (jeho týmový kolega Prost vyhrál sedm závodů ještě v roce 1988). Na rozdíl od sezóny 1963, která se skládala pouze z deseti závodů, však sezóny 1984 a 1988 zahrnovaly 16 závodů, což Clarkovi dává lepší poměr vítězství (70 %) než Prostovi (43,75 %) nebo Sennovi (50 %).

## Pravidla
Boduje prvních 6 jezdců podle klíče:
1. místo – 9 bodů
2. místo – 6 bodů
3. místo – 4 bodů
4. místo – 3 bodů
5. místo – 2 body
6. místo – 1 bod

- Do šampionátu se započítává pouze 6 nejlepších výsledků.
- Motory se mohou používat atmosférické o objemu v rozmezí 1300 cm³ - 1500 cm³.
- Minimální hmotnost vozu byla stanovena na 450 kg
- V poháru konstruktérů může bodovat pouze jeden vůz z týmu a to ten který v dané Grand Prix dojede na lépe bodované pozici. Lotus se do poháru zapsal na dvou pozicích, dle komisařů byl rozdělen na Lotus se specifikací motoru od Climax a se specifikací motoru od BRM. Zákaznické vozy jsou z poháru konstruktérů vyloučeny. Bodový systém je stejný jako u jezdců.

## Závody započítávané do MS
| Datum               | Grand Prix                                   | Náhled | Akce         | Jezdec             | Vůz             | Stav MS     |
| ------------------- | -------------------------------------------- | ------ | ------------ | ------------------ | --------------- | ----------- |
| 1. GP 26. květen    | Monako Circuit de Monaco (Výsledky)          |        | Závod        | Graham Hill        | BRM P61         | Graham Hill |
| 1. GP 26. květen    | Monako Circuit de Monaco (Výsledky)          | Kolo   | John Surtees | Ferrari 156        |                 | Graham Hill |
| 1. GP 26. květen    | Monako Circuit de Monaco (Výsledky)          | Pole   | Jim Clark    | Lotus-Climax 25    |                 | Graham Hill |
| 2. GP 9. červen     | Belgie Spa-Francorchamps (Výsledky)          |        | Závod        | Jim Clark          | Lotus-Climax 25 | Jim Clark   |
| 2. GP 9. červen     | Belgie Spa-Francorchamps (Výsledky)          | Kolo   | Jim Clark    | Lotus-Climax 25    |                 | Jim Clark   |
| 2. GP 9. červen     | Belgie Spa-Francorchamps (Výsledky)          | Pole   | Graham Hill  | BRM P61            |                 | Jim Clark   |
| 3. GP 23. červen    | Nizozemsko Zandvoort (Výsledky)              |        | Závod        | Jim Clark          | Lotus-Climax 25 | Jim Clark   |
| 3. GP 23. červen    | Nizozemsko Zandvoort (Výsledky)              | Kolo   | Jim Clark    | Lotus-Climax 25    |                 | Jim Clark   |
| 3. GP 23. červen    | Nizozemsko Zandvoort (Výsledky)              | Pole   | Jim Clark    | Lotus-Climax 25    |                 | Jim Clark   |
| 4. GP 30. červen    | Francie Remeš (Výsledky)                     |        | Závod        | Jim Clark          | Lotus-Climax 25 | Jim Clark   |
| 4. GP 30. červen    | Francie Remeš (Výsledky)                     | Kolo   | Jim Clark    | Lotus-Climax 25    |                 | Jim Clark   |
| 4. GP 30. červen    | Francie Remeš (Výsledky)                     | Pole   | Jim Clark    | Lotus-Climax 25    |                 | Jim Clark   |
| 5. GP 20. červenec  | Velká Británie Silverstone (Výsledky)        |        | Závod        | Jim Clark          | Lotus-Climax 25 | Jim Clark   |
| 5. GP 20. červenec  | Velká Británie Silverstone (Výsledky)        | Kolo   | John Surtees | Ferrari 156        |                 | Jim Clark   |
| 5. GP 20. červenec  | Velká Británie Silverstone (Výsledky)        | Pole   | Jim Clark    | Lotus-Climax 25    |                 | Jim Clark   |
| 6. GP 4. srpen      | Německo Nürburgring (Výsledky)               |        | Závod        | John Surtees       | Ferrari 156     | Jim Clark   |
| 6. GP 4. srpen      | Německo Nürburgring (Výsledky)               | Kolo   | John Surtees | Ferrari 156        |                 | Jim Clark   |
| 6. GP 4. srpen      | Německo Nürburgring (Výsledky)               | Pole   | Jim Clark    | Lotus-Climax 25    |                 | Jim Clark   |
| 7. GP 8. září       | Itálie Monza (Výsledky)                      |        | Závod        | Jim Clark          | Lotus-Climax 25 | Jim Clark   |
| 7. GP 8. září       | Itálie Monza (Výsledky)                      | Kolo   | Jim Clark    | Lotus-Climax 25    |                 | Jim Clark   |
| 7. GP 8. září       | Itálie Monza (Výsledky)                      | Pole   | John Surtees | Ferrari 156        |                 | Jim Clark   |
| 8. GP 6. říjen      | USA Watkins Glen (Výsledky)                  |        | Závod        | Graham Hill        | BRM P61         | Jim Clark   |
| 8. GP 6. říjen      | USA Watkins Glen (Výsledky)                  | Kolo   | Jim Clark    | Lotus-Climax 25    |                 | Jim Clark   |
| 8. GP 6. říjen      | USA Watkins Glen (Výsledky)                  | Pole   | Graham Hill  | BRM P61            |                 | Jim Clark   |
| 9. GP 27. říjen     | Mexiko Hermanos Rodríguez (Výsledky)         |        | Závod        | Jim Clark          | Lotus-Climax 25 | Jim Clark   |
| 9. GP 27. říjen     | Mexiko Hermanos Rodríguez (Výsledky)         | Kolo   | Jim Clark    | Cooper-Climax T51  |                 | Jim Clark   |
| 9. GP 27. říjen     | Mexiko Hermanos Rodríguez (Výsledky)         | Pole   | Jim Clark    | Cooper-Climax T51  |                 | Jim Clark   |
| 10. GP 28. prosinec | Jihoafrická republika East London (Výsledky) |        | Závod        | Jim Clark          | Lotus-Climax 25 | Jim Clark   |
| 10. GP 28. prosinec | Jihoafrická republika East London (Výsledky) | Kolo   | Dan Gurney   | Brabham-Climax BT7 |                 | Jim Clark   |
| 10. GP 28. prosinec | Jihoafrická republika East London (Výsledky) | Pole   | Jim Clark    | Lotus-Climax 25    |                 | Jim Clark   |

### Monako
Po srdcervoucím závěru minulé sezóny, kdy Jim Clark přišel o titul 20 kol před cílem, celý tým pouze posílila a Lotus přišel s revolučním monopostem Lotus 25. V ulicích Monaka si Jim Clark s přehledem zajistil pole position před úřadujícím mistrem světa Grahamem Hillem (BRM) o 0,7 sekundy. Hill sice na startu Clarka předjel, ale vedení udržel jen 17 kol než se Clark dostal zpět do vedení. Jim Clark poté vedl závod celých 60 kol, jenže jak už bylo u Lotusu zvykem, problémy se spolehlivostí ho donutili ze závodu v 78. kole ze 100 odstoupil. Hill převzal zpět vedení a dovezl svůj vůz do cíle před týmovým kolegou Richiem Gintherem a jezdcem Cooperu Brucem McLarenem.

### Belgie
Na okruhu ve Spa se nejlépe kvalifikoval Graham Hill o 0,9 sekundy před Danem Gurneym (Brabham). Jim Clark dokázal zajet čas dobrý pouze na osmé místo. Celý závod silně pršelo a tyto nepříjemné podmínky Skotovy z Lotusu skvěle seděly. Hned v prvním kole Clark předjel všechny jezdce a vedení do konce závodu nepustil. Do cíle dojel s náskokem na druhého Bruce McLarena 4 minuty 54 sekund a třetí Dan Gurney byl předjet o celé kolo. Graham Hill ze závodu odstoupil v 17. kole, kvůli poruše převodovky. Potíže s převodovkou měl i samotný Clark, když musel řadicí páku držet na místě při zařazeném pátém stupni. Ke konci závodu už Clark raději jel jen se čtyřmi převody.

### Nizozemsko
Na přímořském okruhu Zandvoort si Jim Clark dojel pro další ze svých mnoha Grand Slamů, když v kvalifikaci překonal druhého Grahama Hilla o 0,6 sekundy a v závodu předjel všechny jezdce minimálně o 1 kolo. Graham Hill znovu odstoupil, když se jeho vůz nadměrně přehříval. Američan Dan Gurney dokončil druhý a John Surtees pomohl trápícímu se Ferrari dostat se na pódium.

### Francie
Remešský okruh sestávající z venkovských cest byl stejně jako Zandvoort přesně stavěný pro Lotus a jejich hlavního jezdce Jima Clarka a další Grand Slam nebyl pro Skota problém. V kvalifikaci si zajistil pole position 0,7 sekundy před Grahamem Hillem. Veškeré Hillovy naděje na vítězství se rozplynuly hned na startu, poté co mu zhasnul motor a musel být roztlačen. Za tento počin mu byla udělena penalizace 1 minuta a Brit se nakonec zmohl pouze pro poslední pódiové umístění za stříbrným Tonym Maggsem (Cooper). Jim Clark měl v cíli na Jihoafričana Maggse náskok 64 sekund. V tomto závodě se Chris Amon (Lola) zapsal do dějin jako nejmladší jezdec, který dokonči závod Formule 1 (19 let a 345 dní). Tento rekord pokořil až o 38 let později Fernando Alonso v Austrálii.

### Velká Británie
Na bývalém armádním letišti Silverstone se Jim Clark opět postavil na pole position, když v kvalifikaci předčil druhého Dana Gurneyho o 0,2 sekundy. Clark se ale na startu propadl a vedení na první 3 kola převzal Jack Brabham (Brabham). Ve čtvrtém kole se Clark znovu vrátil do vedení a dovezl tak svůj vůz až do cíle. S náskokem 25 sekund na Johna Surteese a 37 sekund na Grahama Hilla to bylo již čtvrté Clarkovo vítězství v řade.

### Německo
Na Nurburgringu v kvalifikaci opět dominoval Jim Clark, když zajel čas o 7,6 sekundy rychlejší než John Surtees. V prvním kole se Lorenzo Bandini (BRM) roztočil a Innes Ireland (Lotus) nestihl zareagovat a narazil do něj. Chris Amon utrpěl zlomeninu kolena, když se mu zlomilo řídící ústrojí a on vyletěl z vozu do stromů. Graham Hill odstoupil již v druhém kole po problému s převodovkou. Jediný konkurenceschopný protivník Jima Clarka, John Surtees, předjel Skota ve čtvrtém kole, když Clarkův osmiválcový motor o jeden z válců přišel. Pro Ferrari to znamenalo jediné vítězství v sezóně. Clark dojel druhý se ztrátou více než 1 minuty a třetí dokončil Richie Ginther.

### Itálie
Naději na další dobrý výsledek, tentokrát na domácí trati, pro italskou stáj Ferrari přinesl John Surtees, který svým kvalifikačním kolem postavil svůj monopost na pole postition o celé 1,2 sekundy před druhým Grahamem Hillem. V 16. kole závodu však motor jeho vozu utrpěl závažné poškození a nemohl dále pokračovat. Do 55. kola probíhaly bitvy mezi vedoucími jezdci a téměř každé kolo vedl závod někdo jiný z trojice Graham Hill, Jim Clark a Dan Gurney. Od 56. kola již však závod ovládl Jim Clark, poté co Graham Hill odstoupil kvůli problému se spojkou a palivový systém vypověděl službu na voze Dana Gurneyho. V cíli byl Jim Clark o 95 sekund dříve než Richie Ginther a o 1 kolo před Brucem McLarenem. Jim Clark si v tomto závodě s předstihem zajistil titul Mistra světa.

### USA
Na okruhu Watkins Glen si Graham Hill připsal svou druhou výhru a oživil tím své šance na druhé místo v šampionátu. Hill si ulehčil práci startem z pole position, které získal o 0,1 sekundy před Jimem Clarkem. Tohoto závodu se zúčastnilo i Ferrari, které předchozí 3 Velké ceny USA neabsolvovalo. Jim Clark v tomto závodě neměl šanci usilovat o vítězství kvůli problémům s baterií, které ho sesadily na třetí místo, 1 kolo pozadu. Graham Hill bojoval do 82. kola s Johnem Surteesem o vedení a situaci mu ulehčilo selhání motoru na voze Ferrari. Richie Ginther dojel druhý se ztrátou 34 sekund.

### Mexiko
Mexičan Moisés Solana (BRM) si před tímto závodem vybral startovní číslo 13 a byl jediný, kdo takto učinil, až do roku 2014, kdy si toto číslo zvolil Pastor Maldonado. Jim Clark návrat Formule 1 do Latinské Ameriky oslavil dominantní jízdou a třetím Grand Slamem sezóny. V kvalifikaci předvedl skvělou jízdu a na 5 kilometrů dlouhé trati udal čas o 1,7 sekundy rychlejší než druhý John Surtees. John Surtees byl ze závodu diskvalifikován jako následek roztlačení, když mu zhasl motor. Zpět na pódiu se objevil Jack Brabham a odvezl si stříbro, když dojel do cíle se ztrátou 101 sekund. Dalších 13 sekund později protnul šachovnicovou vlajku Richie Ginther.

### Jihoafrická republika
Na okruhu East London to byl opět Jim Clark na pole position, 0,1 sekundy rychlejší než Jack Brabham. V závodě vedl každé kolo a o čtvrtý Grand Slam ho připravil ve 33. kole Dan Gurney, když zajel nejrychlejší kolo. Američan nakonec dojel druhý, o 66 sekundy za Clarkem. Třetí místo získal Graham Hill a znamenalo to pro něj druhé místo v šampionátu Formule 1, i když měl stejně bodů jako jeho týmový kolega Richie Ginther, který tento závod nedojel. Do Velké ceny Abu Dhabí 2019 byl toto poslední závod, který se jel v prosinci.

## Konečné hodnocení Mistrovství světa

### Pohár jezdců
| *  | Jezdec                  | MON | BEL | NED | FRA | GBR | GER | ITA | USA | MEX | RSA | Body    |
| -- | ----------------------- | --- | --- | --- | --- | --- | --- | --- | --- | --- | --- | ------- |
| 1  | Jim Clark               | 8   | 1   | 1   | 1   | 1   | (2) | 1   | (3) | 1   | (1) | 54 (73) |
| 2  | Graham Hill             | 1   | Ret | Ret | 3   | 3   | Ret | 16  | 1   | 4   | 3   | 29      |
| 3  | Richie Ginther          | 2   | 4   | (5) | Ret | (4) | 3   | 2   | 2   | 3   | Ret | 29 (34) |
| 4  | John Surtees            | 4   | Ret | 3   | Ret | 2   | 1   | Ret | 9   | DSQ | Ret | 22      |
| 5  | Dan Gurney              | Ret | 3   | 2   | 5   | Ret | Ret | 14  | Ret | 6   | 2   | 19      |
| 6  | Bruce McLaren           | 3   | 2   | Ret | 12  | Ret | Ret | 3   | 11  | Ret | 4   | 17      |
| 7  | Jack Brabham            | 9   | Ret | Ret | 4   | Ret | 7   | 5   | 4   | 2   | 13  | 14      |
| 8  | Tony Maggs              | 5   | 7   | Ret | 2   | 9   | Ret | 6   | Ret | Ret | 7   | 9       |
| 9  | Innes Ireland           | Ret | Ret | 4   | 9   | Ret | Ret | 4   |     |     |     | 6       |
| 10 | Lorenzo Bandini         |     |     |     | 10  | 5   | Ret | Ret | 5   | Ret | 5   | 6       |
| 11 | Jo Bonnier              | 7   | 5   | 11  | NC  | Ret | 6   | 7   | 8   | 5   | 6   | 6       |
| 12 | Gerhard Mitter          |     |     | Ret |     |     | 4   |     |     |     |     | 3       |
| 13 | Jim Hall                | Ret | Ret | 8   | 11  | 6   | 5   | 8   | 10  | 8   |     | 3       |
| 14 | Carel Godin de Beaufort |     | 6   | 9   |     | 10  | Ret | DNQ | 6   | 10  | 10  | 2       |
| 15 | Jo Siffert              | Ret | Ret | 7   | 6   | Ret | 9   | Ret | Ret | 9   |     | 1       |
| 16 | Trevor Taylor           | 6   | Ret | 10  | 13  | Ret | 8   |     | Ret | Ret | 8   | 1       |
| 17 | Ludovico Scarfiotti     |     |     | 6   | DNS |     |     |     |     |     |     | 1       |
| 18 | Chris Amon              | DNS | Ret | Ret | 7   | 7   | Ret | DNS |     | Ret |     | 0       |
| 19 | Hap Sharp               |     |     |     |     |     |     |     | Ret | 7   |     | 0       |
| 20 | Peter Broeker           |     |     |     |     |     |     |     | 7   |     |     | 0       |
| 21 | Maurice Trintignant     | Ret |     |     | 8   |     |     | 9   |     |     |     | 0       |
| 22 | Mike Hailwood           |     |     |     |     | 8   |     | 10  |     |     |     | 0       |
| 23 | Tony Settember          |     | 8   |     | Ret | Ret | Ret | DNQ |     |     |     | 0       |
| 24 | John Love               |     |     |     |     |     |     |     |     |     | 9   | 0       |
| 25 | Bernard Collomb         | DNQ |     |     |     |     | 10  |     |     |     |     | 0       |
| 26 | Phil Hill               |     | Ret | Ret | NC  |     |     | 11  | Ret | Ret |     | 0       |
| 27 | Masten Gregory          |     |     |     | Ret | 11  |     | Ret | Ret | Ret |     | 0       |
| 28 | Moises Solana           |     |     |     |     |     |     |     |     | 11  |     | 0       |
| 29 | Doug Serrurier          |     |     |     |     |     |     |     |     |     | 11  | 0       |
| 30 | Bob Anderson            |     |     |     |     | 12  |     | 12  |     |     |     | 0       |
| 31 | Trevor Blokdyk          |     |     |     |     |     |     |     |     |     | 12  | 0       |
| 32 | John Campbell-Jones     |     |     |     |     | 13  |     |     |     |     |     | 0       |
| 33 | Mike Spence             |     |     |     |     |     |     | 13  |     |     |     | 0       |
| 34 | Brausch Niemann         |     |     |     |     |     |     |     |     |     | 14  | 0       |
| 35 | Giancarlo Baghetti      |     | Ret | Ret |     |     |     | 15  | Ret | Ret |     | 0       |
| —  | Willy Mairesse          | Ret | Ret |     |     |     | Ret |     |     |     |     | 0       |
| —  | Ian Burgess             |     |     |     |     | Ret | Ret |     |     |     |     | 0       |
| —  | Pedro Rodríguez         |     |     |     |     |     |     |     | Ret | Ret |     | 0       |
| —  | Ian Raby                |     |     |     |     | Ret | DNQ | DNQ |     |     |     | 0       |
| —  | Lucien Bianchi          |     | Ret |     |     |     |     |     |     |     |     | 0       |
| —  | Mário de Araújo Cabral  |     |     |     |     |     | Ret | DNS |     |     |     | 0       |
| —  | Rodger Ward             |     |     |     |     |     |     |     | Ret |     |     | 0       |
| —  | Peter de Klerk          |     |     |     |     |     |     |     |     |     | Ret | 0       |
| —  | Sam Tingle              |     |     |     |     |     |     |     |     |     | Ret | 0       |
| —  | Ernie Pieterse          |     |     |     |     |     |     |     |     |     | Ret | 0       |
| —  | David Prophet           |     |     |     |     |     |     |     |     |     | Ret | 0       |
| —  | Andre Pilette           |     |     |     |     |     | DNQ | DNQ |     |     |     | 0       |
| —  | Tim Parnell             |     |     |     |     |     | DNQ |     |     |     |     | 0       |
| —  | Kurt Kuhnke             |     |     |     |     |     | DNQ |     |     |     |     | 0       |
| —  | Roberto Lippi           |     |     |     |     |     |     | DNQ |     |     |     | 0       |
| —  | Ernesto Brambilla       |     |     |     |     |     |     | DNQ |     |     |     | 0       |
| —  | Frank Dochnal           |     |     |     |     |     |     |     |     | DNQ |     | 0       |
| *  | Jezdec                  | MON | BEL | NED | FRA | GBR | GER | ITA | USA | MEX | RSA | Body    |

### Pohár konstruktérů
| *  | Konstruktér       | Body    |
| -- | ----------------- | ------- |
| 1  | Lotus-Climax      | 54 (74) |
| 2  | BRM               | 36 (45) |
| 3  | Brabham-Climax    | 28 (30) |
| 4  | Ferrari           | 26      |
| 5  | Cooper-Climax     | 25 (26) |
| 6  | BRP-BRM           | 6       |
| 7  | Porsche           | 5       |
| 8  | Lotus-BRM         | 4       |
| 9  | Stebro-Ford       | 0       |
| 10 | Scirocco-BRM      | 0       |
| 11 | Alfa Romeo        | 0       |
| 12 | Lotus-Borgward    | 0       |
| 13 | Lola-Climax       | 0       |
| 14 | LDS-Alfa Romeo    | 0       |
| 15 | Gilby-BRM         | 0       |
| 16 | De Tomaso-Ferrari | 0       |
| 17 | Cooper-Maserati   | 0       |
| 18 | ATS               | 0       |
| 19 | Lotus-Ford        | 0       |

## Mistrovství Jihoafrické republiky
| Datum        | Grand Prix           | Okruh            | Vítěz             | Vůz          | Výsledky |
| ------------ | -------------------- | ---------------- | ----------------- | ------------ | -------- |
| 5. leden     | Gigi Lupini Trophy   | ?                | Bob van Niekerk   | Lotus        | Výsledky |
| 9. únor      | Dickie Dale Memorial | ?                | Pieter de Klerk   | Alfa Speciál | Výsledky |
| 30. březen   | Rand Autumn Trophy   | Kyalami          | Pieter de Klerk   | Alfa Speciál | Výsledky |
| 15. duben    | Coronation 100       | Roy Hesketh      | Neville Lederle   | Lotus        | Výsledky |
| 8. červen    | Republic Day Trophy  | Kyalami          | Neville Lederle   | Lotus        | Výsledky |
| 22. červen   | Royal Show Races     | ?                | Syd van der Vyver | Lotus        | Výsledky |
| 8. červenec  | Border 100           | East London      | Neville Lederle   | Lotus        | Výsledky |
| 21. červenec | Governor General Cup | Lourenço Marques | Pieter de Klerk   | Alfa Special | Výsledky |
| 3. srpen     | Rand Winter Trophy   | Kyalami          | Neville Lederle   | Lotus        | Výsledky |
| 21. září     | Van Riebeeck Trophy  | Killarney        | Neville Lederle   | Lotus        | Výsledky |
| 10. říjen    | Rand Spring Trophy   | Kyalami          | Neville Lederle   | Lotus        | Výsledky |

## Závody nezapočítávané do MS
| Datum        | Grand Prix                   | Okruh               | Vítěz         | Vůz         | Výsledky |
| ------------ | ---------------------------- | ------------------- | ------------- | ----------- | -------- |
| 5. leden     | Nový Zéland                  | Pukekohe            | John Surtees  | Lola T4     | Výsledky |
| 10. únor     | Austrálie                    | Warwick Farm        | Jack Brabham  | Brabham     | Výsledky |
| 30. březen   | Lombank Trophy               | Snetterton          | Graham Hill   | BRM P578    | Výsledky |
| 7. duben     | Grand Prix Bruselu           | Brusel              | --            | --          | Zrušena  |
| 15. duben    | Glover Trophy                | Goodwood            | Innes Ireland | Lotus 24    | Výsledky |
| 15. duben    | Grand Prix Pau               | Pau                 | Jim Clark     | Lotus 25    | Výsledky |
| 21. duben    | Grand Prix Imoly             | Imola               | Jim Clark     | Lotus 25    | Výsledky |
| 25. duben    | Grand Prix Syrakus           | Syrakusy            | Jo Siffert    | Lotus 24    | Výsledky |
| 27. duben    | B.A.R.C. 200                 | Aintree             | Graham Hill   | BRM P578    | Výsledky |
| 28. duben    | Grand Prix USA               | New York            | --            | --          | Zrušena  |
| 11. květen   | BRDC                         | Silverstone         | Jim Clark     | Lotus 25    | Výsledky |
| 19. květen   | Grand Prix Říma              | Vallelunga          | Bob Anderson  | Lotus 24    | Výsledky |
| 6. červenec  | Brands Hatch                 | Brands Hatch        | --            | --          | Zrušena  |
| 13. červenec | Mallory Park                 | Mallory Park        | --            | --          | Zrušena  |
| 28. červenec | Großer Preis der Solitude    | Stuttgart           | Jack Brabham  | Brabham BT3 | Výsledky |
| 1. srpen     | Kannonloppet                 | Karlskoga           | Jim Clark     | Lotus 25    | Výsledky |
| 15. srpen    | Grand Prix Pescary           | Circuito di Pescara | --            | --          | Zrušena  |
| 18. srpen    | Gran Premio del Mediterraneo | Enna Pergusa        | John Surtees  | Ferrari 156 | Výsledky |
| 1. září      | Grand Prix Rakouska          | Zeltweg             | Jack Brabham  | Brabham BT3 | Výsledky |
| 21. září     | Gold Cup                     | Oulton Park         | Jim Clark     | Lotus 25    | Výsledky |
| 14. prosinec | Rand Grand Prix              | Kyalami             | John Surtees  | Ferrari 156 | Výsledky |